# Loboder
Loboder (en serbe cyrillique : Лободер) est un village de Serbie situé dans la municipalité de Trstenik, district de Rasina. Au recensement de 2011, il comptait 25 habitants.
Loboder est situé à 17 km de Trstenik et à 14 km du monastère de Ljubostinja.

## Démographie
| 1948 | 1953 | 1961 | 1971 | 1981 | 1991 | 2002 | 2011 |
| ---- | ---- | ---- | ---- | ---- | ---- | ---- | ---- |
| 389  | 394  | 394  | 291  | 192  | 102  | 53   | 25   |

|  |